# Физическа схема
Физическа интегрална схема PHY, съкращение от „физически“ (англ. physical) слой, е електронна схема, обикновено реализирана като чип, необходима за изпълнение на функциите на физическия слой на OSI модела.
PHY свързва устройство от свързващия слой (често наричано КСП /MAC/ като съкращение за „контрол на достъп до средата“ /англ. medium access control/) към физическа преносна среда като оптично влакно или меден кабел. Устройството PHY обикновено включва функционален подслой за физическо кодиране (ПФК/PCS) и физически средно зависим (ФСЗ/PMD) слой. 

## Физическо приемно-предавателно устройство Етернет
Физическото приемно-предавателно устройство Етернет (Ethernet PHY) е компонент, който работи на физическия слой на мрежовия модел на OSI. Той изпълнява частта на физическия слой Етернет на стандартите 1000BASE-T, 100BASE-TX и 10BASE-T.
Чипът PHY (PHY ceiver) често се среща на устройства Етернет. Целта му е да осигури физически достъп на аналоговия сигнал до връзката. Обикновено е с независим интерфейс от медиите (НИМ/MII), свързан с чип за КСП в микроконтролер или друга система, която се грижи за функциите на по-високия слой.
По-конкретно, Етернет PHY е чип, който реализира хардуерната функция за изпращане и получаване на Етернет кадри за данни; той взаимодейства между аналоговия домейн на линейната модулация на Етернет и цифровия домейн на пакетно сигнализиране на линеен слой .
За разлика от мрежовата карта, чипът PHY няма MAC адрес. PHY обикновено не обработва КCП адресиране, тъй като това е задачата на свърващия слой. Липсва разширената функционалност на мрежовите карти: функцията Пробуждане по сигнал от локална мрежа (Wake-on-LAN) и Зареждане по мрежа (Boot ROM) се реализира в мрежовата интерфейсна карта (МИК/NIC), която може да има PHY, MAC и друга функционалност, интегрирана в един чип или като отделни чипове.
Примерите включват Microsemi SimpliPHY и SynchroPHY VSC82xx / 84xx / 85xx / 86xx семейство, Marvell Alaska 88E1310 / 88E1310S / 88E1318 / 88E1318S Gigabit Ethernet приемо-предаватели и предложения от Intel  и ICS. 

## Други приложения
- Безжична локална мрежа или Wi-Fi: PHY-частта се състои от радиочестотни, смесени сигнали и аналогови части, които често се наричат приемо-предаватели, и част от цифрова базова лента, която използва цифрови сигнални процесори (DSP) и обработка на алгоритъм за комуникация, включително канални кодове. Обикновено тези PHY части са интегрирани със слоя за контрол на достъпа на медии (MAC) в реализациите на системата на чип (SOC). Подобни безжични приложения включват 3G / 4G / LTE, WiMAX и UWB.
- Универсална серийна шина (USB): PHY чип е интегриран в повечето USB контролери в хостове или вградени системи и осигурява моста между цифровите и модулирани части на интерфейса.
- IrDA: Спецификацията на Асоциацията на инфрачервените данни (IrDA) включва спецификация на IrPHY за физическия слой на транспорт на данни.
- Последователен интерфейс за обмен на данни с натрупване на информацията (SATA): Серийните ATA-контролери използват PHY.